# Ferdi Van Den Haute
Ferdinand Van Den Haute, dit Ferdi, né le 25 juin 1952 à Deftinge, est un coureur cycliste belge. Professionnel de 1976 à 1987, il a notamment remporté Gand-Wevelgem en 1978, une étape du Tour de France 1984, trois étapes et un classement par points du Tour d'Espagne et le championnat de Belgique sur route en 1987.

## Biographie
À l'arrivée de l'étape qu'il remporte du Tour de France 1984 à Béthune, il reçoit le maillot jaune. Mais les bonifications en cours de route ont été mal calculées et un quart d'heure plus tard, le maillot est donné à Adri van der Poel.

## Palmarès sur route

### Palmarès amateur
- 1975
  - Circuit du Hainaut
  - Classement général du Tour de Liège
  - Tour de Namur :
    - Classement général
    - 1re et 3e (contre-la-montre) étapes

  - 1re étape des Trois Jours de Péruwelz
  - 3e des Trois Jours de Péruwelz

### Palmarès professionnel
- 1976
  - 3e étape du Tour de Sardaigne
  - 7e étape du Tour d'Espagne
  - Circuit de Flandre orientale
  - 1re étape de l'Étoile des Espoirs
  - 3e du Samyn
- 1977
  - 2e du Circuit Escaut-Durme
  - 2e du Grand Prix Beeckman-De Caluwé
- 1978
  - Gand-Wevelgem
  - Tour d'Espagne :
    -  Classement par points[1]
    - 3e et 9e étapes

  - Grand Prix Franco-belge : 
    - Classement général
    - 1reb étape

  - 1re et 4eb étapes du Tour de Luxembourg
  - 2e de la Course des raisins
  - 3e de la Leeuwse Pijl
  - 5e de Paris-Roubaix
  - 6e du Tour d'Espagne
- 1979
  - 1re étape du Tour de l'Aude
  - 4e étape du Tour des Pays-Bas
  - 2e de l'Étoile de Bessèges
  - 3e du Samyn
  - 3e du Circuit de la région frontalière
  - 3e du Circuit de Wallonie
  - 3e du Grand Prix Beeckman-De Caluwé
- 1980
  - 1re étape de l'Étoile des Espoirs
  - Flèche picarde
  - 2e du Circuit de l'Indre
  - 2e du Grand Prix Beeckman-De Caluwé
  - 3e du Circuit de la vallée de la Lys
  - 3e du Tour de l'Aude
- 1981
  - Circuit des Ardennes flamandes - Ichtegem
  - Grand Prix de Denain
  - 2e de Bordeaux-Paris
  - 2e de Paris-Tours
  - 3e du Grand Prix d'Isbergues
  - 7e de Paris-Roubaix
  - 10e de Paris-Bruxelles
- 1982
  - 2e du Tour d'Indre-et-Loire
  - 2e des Quatre Jours de Dunkerque
  - 5e de Paris-Tours
  - 8e de Bordeaux-Paris
- 1983
  - 5e étape de Paris-Nice
  - 3e du Grand Prix d'Antibes
  - 3e du Grand Prix de Fourmies
  - 8e de Bordeaux-Paris
  - 8e de Paris-Tours
  - 9e de Paris-Bruxelles
- 1984
  - 4e étape du Tour de France
  - Grand Prix du canton d'Argovie
  - Flèche picarde
  - Grand Prix de Fourmies
  - 2e du Coca-Cola Trophy
  - 3e des Trois Jours de La Panne
  - 3e du Grand Prix de la ville de Zottegem
- 1985
  - Tour de Zélande centrale
  - 4e étape de l'Étoile des Espoirs
  - 10e de Paris-Roubaix
- 1986
  - Prologue du Tour de Belgique
  - 2e du Circuit Mandel-Lys-Escaut
  - 4e de Paris-Roubaix
  - 7e des Quatre Jours de Dunkerque
- 1987
  -  Champion de Belgique sur route

### Résultats sur les grands tours

#### Tour de France
4 participations
- 1980 : 53e
- 1981 : 99e
- 1984 : 106e, vainqueur de la 4e étape
- 1985 : 119e

#### Tour d'Espagne
3 participations
- 1976 : 34e, vainqueur de la 7e étape
- 1977 : 44e
- 1978 : 6e, vainqueur du  classement par points[1] et des 3e et 9e étapes,  maillot jaune durant 9 jours (dont une journée à demi-étapes)

## Palmarès sur piste
| - 1974 - Champion de Belgique de poursuite amateurs - Champion de Belgique de l'américaine amateurs (avec Raphaël Constant) - 1975 - Champion de Belgique de poursuite amateurs - Champion de Belgique de l'américaine amateurs (avec Marc Meernhout) - 1976 - Champion de Belgique d'omnium amateurs - 2e du championnat de Belgique de poursuite - 2e des Six jours de Gand (avec Patrick Sercu) | - 1977 - Champion de Belgique de l'américaine (avec Patrick Sercu) - Champion de Belgique d'omnium (avec Patrick Sercu) - 1978 - 2e des Six jours de Gand - 1980 - Champion de Belgique d'omnium - 1983 - Champion de Belgique d'omnium |